# 8e division d'infanterie (Allemagne)
Pour les articles homonymes, voir 8e division.
La  8e division d'infanterie est une des divisions d'infanterie de l'armée allemande (Wehrmacht) durant la Seconde Guerre mondiale.

## Création et différentes dénominations
- 1er octobre 1934 : création de la Artillerieführer III à Opole alors en territoire allemand
- 15 octobre 1935 : l'Artillerieführer III prend le nom de 8. Infanterie-Division.
- 1er décembre 1941 : environ un tiers de la 8. Infanterie-Division est versée à la 102. Infanterie-Division  et les deux tiers restant forment la 8. Leichte Infanterie-Division.
- 30 juin 1942 : la 8. Leichte Infanterie-Division prend le nom de 8. Jäger-Division

## Historique
Créée en 1934, le 8. Infanterie-Division a été formé a été mobilisé en août 1939 pour la campagne de Pologne puis pour la bataille de France et l'opération Barbarossa.
En 1941, une partie est transférée à la 102. Infanterie-Division et l'autre partie forme la 8. Leichte Infanterie-Division.
En 1942, la division prend le nom de 8. Jäger-Division.

## Commandants
8. Infanterie-Division
- General der Kavallerie Rudolf Koch-Erpach : 15 octobre 1935 - 25 octobre 1940
- General der Infanterie Gustav Höhne :  25 octobre 1940 - 1er décembre 1941

8. Leichte Infanterie-Division
- General der Infanterie Gustav Höhne : 1er décembre 1941 - 30 juin 1942

8. Jäger-Division
- General der Infanterie Gustav Höhne : 30 juin 1942 - 23 juillet 1942
- General der Panzertruppen Gerhard Graf von Schwerin : 23 juillet 1942 - 13 novembre 1942
- General der Gebirgstruppen Friedrich-Jobst Volckamer von Kirchensittenbach : 13 novembre 1942 - 1er septembre 1944
- Generalleutnant Christian Philipp - 1er septembre 1944 - 8 mai 1945

## Ordre de bataille

### 1erseptembre 1939
8. Infanterie-Division
- 28e régiment d'infanterie
- 38e régiment d'infanterie
- 84e régiment d'infanterie
- Aufklärungs-Abteilung 8
- Artillerie-Regiment 8
- Beobachtungs-Abteilung 8 (3)
- Pionier-Bataillon 8
- Panzerabwehr-Abteilung 8
- Nachrichten-Abteilung 8
- Feldersatz-Bataillon 8
- Versorgungseinheiten 8

### Décembre 1941
8. leichte Infanterie-Division
- Jäger-Regiment 28
- Jäger-Regiment 38
- Artillerie-Regiment 8
- Aufklärungs-Abteilung 8
- Pionier-Bataillon 8
- Nachrichten-Abteilung 8
- Feldersatz-Bataillon 8
- leichte Infanterie-Divisions-Nachrichten-Abteilung 8
- leichter Infanterie-Divisions-Nachschubführer 8

## Affectations et engagements
| Date                 | Corps   | Armée          | Groupe d'armée | Engagements                     |
| -------------------- | ------- | -------------- | -------------- | ------------------------------- |
| Septembre 1939       | VIII    | 14. Armée      | Sud            | Campagne de Pologne secteur sud |
| Octobre 1939         | VIII    | 4. Armée       | B              | Eifel                           |
| Mai 1940             | VIII    | 4. Armée       | A              | Belgique, France                |
| Juin 1940            | VIII    | Réserve        | B              | France                          |
| Juillet 1940         | VIII    | 7. Armée       | B              | Rouen                           |
| Août 1940 - Avril 41 | VIII    | 9. Armée       | A              | Rouen                           |
| Mai 1941             | VIII    | 9. Armée       | B              | Province de Prusse-Orientale    |
| Mai 1941             | VIII    | 9. Armée       | Centre         | Briansk, Wiasma                 |
| Novembre 1941        | Réserve | 4. Armée       | Centre         | Mojaïsk, Moscou                 |
| Décembre 1941        | VIII    | 1. Armée       | D              | France                          |
| Mars 1942            | XX      | 16. Armée      | Nord           | Demiansk                        |
| Juillet 1942         | X       | 16. Armée      | Nord           | Demiansk                        |
| Aout 1942            | II      | 16. Armée      | Nord           | Demiansk                        |
| Mars 1943            | X       | 16. Armée      | Nord           | Lac Ilmen                       |
| Juin 1943            | Réserve | 16. Armée      | Nord           | Lac Ilmen                       |
| Juillet 1943         | X       | 16. Armée      | Nord           | Lac Ilmen                       |
| Mars 1944            | XXXVIII | 18. Armée      | Nord           | Pskov                           |
| Avril 1944           | Réserve | 18. Armée      | Nord           | Pskov                           |
| Mai 1944             | XVII    | 8. Armée       | Südukraine     | Carpates                        |
| Octobre 1944         | XVII    | 8. Armée       | Sud            | Nord de la Hongrie, Slovaquie   |
| Décembre 1944        | XXIX    | 8. Armée       | Sud            | Nord de la Hongrie, Slovaquie   |
| Février 1945         | LXXII   | 8. Armée       | Sud            | Slovaquie, Moravie              |
| Avril 1945           | XXIX    | 1. Panzerarmee | Centre         | Slovaquie, Moravie              |
| Avril 1945           | XXIV    | 1. Panzerarmee | Centre         | Moravie                         |
| Mai 1945             | XXIV    | 1. Panzerarmee | Centre         | Prague                          |

## Théâtres d'opérations
8. Infanterie-Division
Le 1er octobre 1938 elle participe à l'annexion de la Tchécoslovaquie, puis à la campagne de Pologne où du 1er septembre 1939 au 6 octobre de la même année, elle combat en  Galicie, à Tarnów,  sur le Wisłok, le Nida, le San et le Tanew. Durant la bataille de France, la 8e division d'infanterie traverse la Belgique et combats sur la Salm, l'Ourthe, la Meuse, la Sambre à Denée et l'Escaut. En France elle combattît sur le front de l'Escaut où elle sera bloquée par le 45e Régiment d'Infanterie du  Lieutenant-colonel Desroche, à Bouchain du 20 au 26 mai 1940. Elle poursuit ensuite les troupes Françaises sur l'Oise, en région Parisienne et passe la Loire à Tours en continuant sur l'estuaire de la Gironde. En Juillet 1940 elle prend ses quartiers dans la ville de  Rouen jusqu'en Mai 1941 où elle doit se rendre en province de Prusse-Orientale pour participer à  l'opération Barbarossa. Partant de Suwalki en juin 1941, elle combat à Grodno, sur la Bérésina, à  Lepel, Witebsk, Roudnia, Smolensk, Viazma pour atteindre Mojaïsk en octobre 1941. D'octobre à novembre la division reste en réserve dans la région de Mojaïsk étant alors à une centaine de kilomètres de Moscou.
8. Leichte Infanterie-Division
Au 1er décembre 1941 la division est retirée du front de l'Est pour être réorganisée en France devenant ainsi la 8e Leichte Infanterie-Division. La division nouvellement réorganisée stationne en France jusqu'en mars 1942 où elle part dans le secteur Nord du  front de l'Est pour participer à l'opération Bruckenschlag
8. Jäger-Division
En juillet 1942, elle est à nouveau réorganisée et complétée, sur place, pour devenir la 8e Jäger-Division. De juillet 1942 à mars 1943 elle reste en position dans le saillant de Demiansk puis est déplacée vers le lac Ilmen pour être mise en réserve à proximité de la ligne de front. En mars 1944 elle combat à Pskov dans le cadre de  l'opération Bagration. En mai 1944 elle combat l'Armée rouge dans les Carpates puis d'ocbotre 1944 à janvier 1945 elle est sur la frontière Nord de la Hongrie et de la Slovaquie. De février à avril 1945 elle combat en Slovaquie et en Moravie avant de se rendre à  l'Armée rouge en mai 1945 lors de l'offensive de Prague.